# 長江企業控股

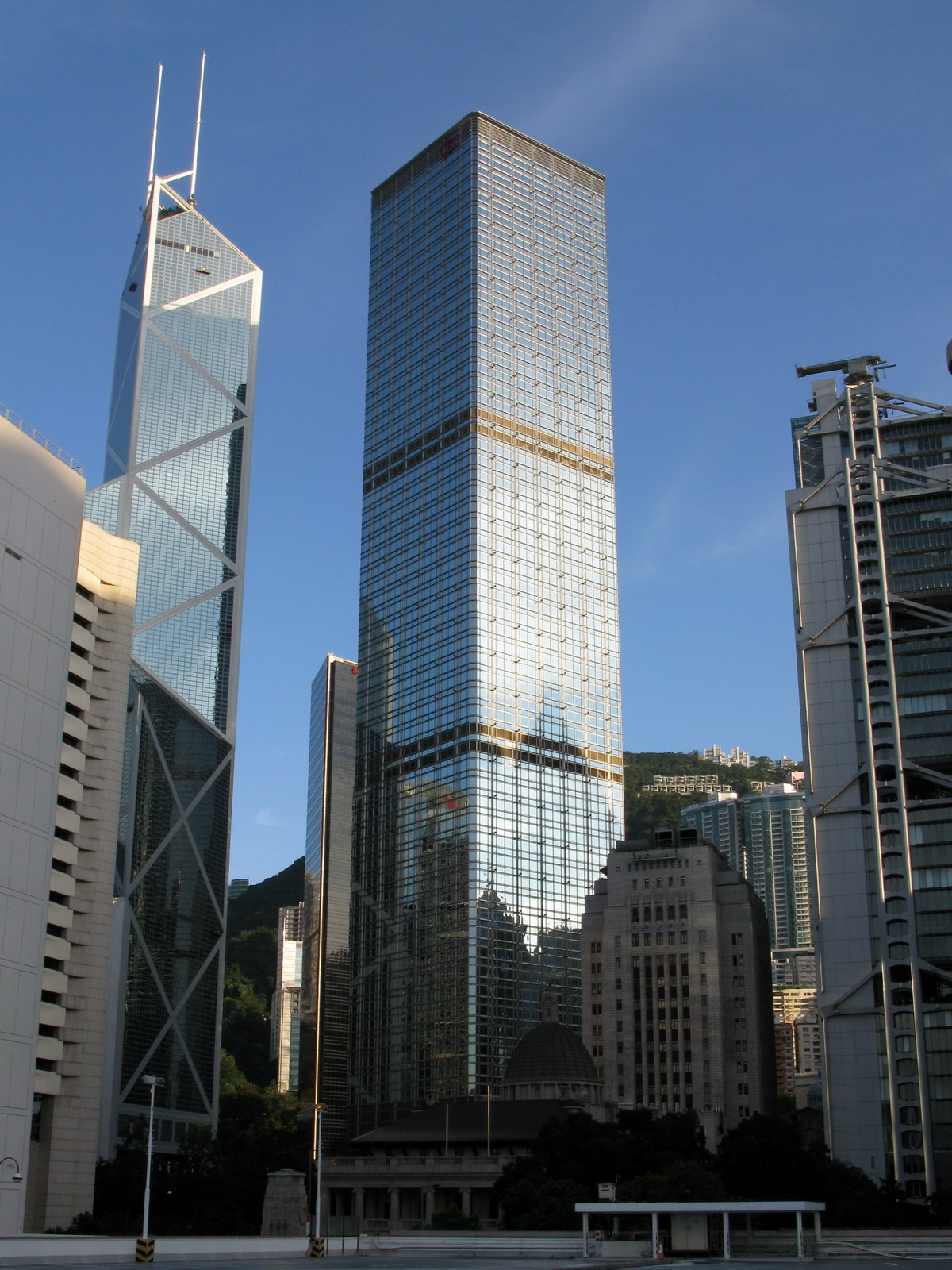
總部位於長江集團中心七樓

長江企業控股有限公司，前稱長江實業（集團）有限公司（英語：Cheung Kong Holdings），簡稱長實（前聯交所上市代碼：0001），為長江集團的旗艦企業，創辦人為李嘉誠。其與母公司和記黃埔常被合稱為「長和系」，現時為長江和記實業有限公司直接全資擁有的附屬公司。
長實源自於李嘉誠在1950年創立的長江工業有限公司，隨後發展成為一間具有主導地位的香港物業發展公司，於1972年11月1日在香港交易所上市。長實當時是一間地產發展及策略性投資公司，為香港規模最大的地產發展商之一，在香港擁有一系列的住宅及工商物業。在香港的每12個私人住宅單位中，就有一個由長實發展。同時，長實亦積極投資及營運於新的領域，包括生命科技及其他業務。
2015年1月9日，長和系重組長實集團及和黃集團之業務，並創立兩間新的上市公司，分別為長江和記實業（長和）及長江實業地產（長地），前者會接手兩個集團所有非房地產業務，包括港口及相關服務、電訊、零售、基建、能源及動產租賃業務。而後者則合併兩個集團的房地產業務。同年3月10日下午4時起終止買賣，3月18日上午9時起撤銷主板上市，而長實股東換取的長和股份將於3月18日開始於主板買賣。2018年，隨著長江實業地產易名為長江實業集團，作為長江和記實業子公司的長江實業易名為長江企業控股，為長江和記實業兩間直接全資擁有的附屬公司之一（另一間為CK Hutchison Global Investments Limited）。
長江實業集團有限公司截至2020年12月底資產淨值達3672.18 億元。

## 長江集團
長江集團由香港富豪創辦，是一家建基香港的跨國企業，集團在香港的成員包括3家同為恆生指數成份股的上市公司。
在主板上市：
- 電能實業（港交所：0006）
- 和記黃埔有限公司（港交所：0013）
- 和記電訊香港控股（港交所：0215）
- 長江生命科技集團有限公司（港交所：0775，前創業板上市代號為8222。）
- 長江基建集團有限公司（港交所：1038）
- TOM集團有限公司（港交所：2383，前創業板上市代號為8001。）
- 泓富產業信託（港交所：0808）
- 匯賢產業信託（港交所：87001，人民幣房地產信託基金。）
- 置富產業信託（港交所：0778）
- 港燈電力投資（港交所：02638）

截至2014年2月28日，长江集团旗下在香港上市之公司的总市值为10230亿港元。长江集团的业务遍及全球52个国家，僱员人数约28万名。

## 其他附屬公司
長江實業亦擁有多家附屬及聯營公司，包括：
- 長江實業地產發展有限公司
- 海逸國際酒店集團
- 港基物業管理有限公司
- 高衞物業管理有限公司
- iMarkets Limited
- 長江信息有限公司
- 經絡集團（香港）有限公司
- 滙網集團有限公司
- 尚乘財富策劃有限公司（AMTD）长江实业（集团）55.06%，和记黄埔44.94%
  - 2011年5月17日尚乘財富管理（AMTD）收購香港團購網BuylaBuy，并改名為amtdBuylaBuy
- 新城廣播有限公司
- Horizon Hospitality Holdings（HHH）

## 其他業務
2013年6月17日，長實（00001.HK）、電能實業（00006.HK）、和記黃埔（00013.HK）及長江基建（01038.HK）公告訂立合營企業，收購荷蘭廢物處理及焚化廢物生產可再生能源企業AVR-Afvalverwerking B.V。2014年11月，長實以158億拓飛機租賃業務包括以18.922億美元（約147.6億港元）收購45架飛機，及以1.32億美元收購15架飛機的60%權益。

## 長實、和黃合併
2015年1月9日，長實與和黃公布計劃進行重組合併，計劃重組成為接手長實和和黃的非地產業務的長和及接手地產業務的長地兩間公司。每股長實換取一股長和股份，每股和黃換取0.684股長和股份。在計劃生效後，長和集團將以介紹形式於主板上市，長實及和黃將會取消上市地位。另外，長實重組前，和黃須先收購6.24%赫斯基已發行普通股，以及完成和黃換股方案，交易完成後，李氏家族/控股信託持有長和及長地兩上市公司
30.15%股權，其他股東為69.85%，以及超過1.46萬間酒店房間的應佔權益，長和將成為香港最大的上市酒店業主營運商。

## 爭議

### 天宇海樓盤被指誤導買家
2012年2月12日，無綫電視報道有業主花700萬元，購入馬鞍山樓盤天宇海位於5樓下面的平台「海畔花園大宅」，收樓才知單位處於馬路旁，甚至矮過雙層巴士，直言感覺「好像被騙」。天宇海售樓書列明「住宅單位設於平台層、5樓至30樓，不設地下、1至4、13、14及24樓」。樓書另附樓層圖，但僅有英文說明，並沒列明平台與地面距離。城大學建築科技學部高級講師潘永祥，潘指單看樓書，也以為天宇海平台層有三四層樓高，而單位名叫海畔，緊接平台層是5樓，又無清晰表述單位在馬路邊，種種情况結合可能有強大證據是誤導。身兼立法規管一手住宅物業銷售督導委員會委員的李永達亦指上述個案極為誤導，以現有一手樓立法框架，相信上述個案可「告得入」，促盡快立法規管一手樓。但發展商長實回應指，樓層分佈是因應地勢及建築設計而定，已獲政府部門審批，亦有在樓書內清楚列明。

### 慈山寺發展計劃
2003年12月，由香港佛教聯合會會長覺光法師擔任社長，長江實業董事局主席李嘉誠擔任名譽顧問的香港正覺蓮社提出了發展慈山寺的計劃。項目包括於大埔區的洞梓興建一座大型寺院慈山寺及一座76米高的戶外觀音青銅銅像，為全球第二高的同類型建築，預計於2013年落成。
2011年8月20日，香港報刊《蘋果日報》以頭版報導直指由覺光法師所牽頭的發展計劃表面上是修建寺廟，實際上是暗地裡為香港首富長實集團主席李嘉誠興建私人陵園。《蘋果日報》指斥慈山寺由李嘉誠慨捐十億港元興建，寺內將包括李氏家族專用的私人佛堂，且慈山寺有限公司的董事會成員便包括李嘉誠、其長子李澤鉅、表弟莊學山，以及三名長實高層鍾慎強（長實執董）、沈惠儀（長實發展部首席經理）與區小燕（長實主席辦公室經理），公司實際掌控慈山寺之財政及人事任命安排。政府在撥地條款中並沒有要求慈山寺需開放予公眾，而地契亦存有灰色地帶，在地政總署總監行使酌情權下，有機會被申請更改土地用途為骨灰龕場，且低價批地，大有輸送利益及李氏家族之嫌疑。
兩日後，覺光法師以慈山寺有限公司的董事局主席身份在多份報章刊登回應聲明，反指《蘋果日報》的報導扭曲失實，嚴重影響慈山寺和李嘉誠的名譽，並會保留一切法律追究權利。
《蘋果日報》則指慈山寺的回應未有解釋一些疑團，反指聲明中沒有交代日後會開放多少範圍與一年中有多少天將開放予公眾，同時指出慈山寺有限公司並非慈善團體而是一家私人公司。